# Persone
Persone (пэрсо́нэ; название представляет собой непереводимую игру слов: эсп. persone означает «лично», в то же время эсп. per-sone можно перевести как «звуком», «посредством звука») — шведская рок-группа, исполняющая свои песни на языке эсперанто. Группа была сформирована в конце февраля — начале марта 1986 Мартином Виесом, Борье Лундом и Бертило Венергреном. Группа Persone часто выступает на встречах эсперантистов.

## Состав группы
В настоящее время Persone выступают в следующем составе:
- Мартин Виес — гитара, лидер группы
- Андерс Гроп — бас-гитара, вокал
- Бертило Венергрен — барабаны, вокал

## Стиль
В стиле Persone очень заметна акустика, но она больше электронная, несколько напоминающая The Police или U2. В настоящее время Persone — широко известная рок-группа в эсперантоязычной культуре.

## История
Группа была специально создана в 1986 году к Фестивалю эсперантской культуры. Идея создания группы принадлежит Борье Лунду. В первый раз группа выступила 7 марта 1986 года, а затем 9 мая того же года в своём родном городе — Стокгольме. Концерт на фестивале состоялся 17 мая и после положительных отзывов слушателей, участники группы решили остаться и играть вместе.

## Дискография
- 62 (Sesdek Du) Minutoj (1987)
  1. De l’ Praa Tempo Ĝis la Nun’
  2. Tute Sekura
  3. La Bonurbo
  4. Ĉu Al Paca Cel’
  5. Ĉu Vi Pentas?
  6. Longe For
  7. Ampeforto
  8. Bluso En Rubuj’
  9. Nur Por la Pano
  10. Mia Knabino
  11. Portanto De la Lun’
  12. Eĉ Knaboj

- En la Spegulo (1991)
  1. Kio Ajn
  2. Amanda
  3. En la Spegulo
  4. Ĉu Neniam Plu
  5. Mi Ne Scias
  6. Folioj En la Vent’
  7. Alia Mondo
  8. Neĝo Dancas
  9. Du Homoj

- Povus Esti Simple (1996)
  1. Povus Esti Simple
  2. Mondo Au Mi
  3. Trans Torent’
  4. Vortoj
  5. Ili Venos
  6. Revoj
  7. Maskobalo
  8. Kiam Amo Regas
  9. Mejlojn For
  10. Reĝoj de Cindro
  11. Nun Mallumas Ekstere
  12. La Leviĝo de la Lun’
  13. El la Man’

- …Sed Estas Ne (1999, Part of Kolekto 2000)
  1. Liza Pentras Bildojn
  2. Se la Cerbo Volas
  3. La Ĉielo
  4. Sola?
  5. Bileto Al la Lun’
  6. Kion Ajn
  7. Fantomoj de la Pasintec’
  8. Lasu Min Sonĝi

- Sen (2002)
  1. Pli Ol Nenio
  2. La Fantoma Lum’
  3. Mi Ĉiam Kredis (Ke la Koro)
  4. Estu Ĉiam
  5. Sola En Vaku
  6. Revoj
  7. Korpo kaj Anim’
  8. Patro Nia
  9. Perloj Sur la Ter’
  10. Lasu Min Sonĝi